# Bever GR
| GR ist das Kürzel für den Kanton Graubünden in der Schweiz. Es wird verwendet, um Verwechslungen mit anderen Einträgen des Namens Bever zu vermeiden. |

Bever ([ˈbevəɾ]ⓘ, deutsch und bis 1943 offiziell Bevers, italienisch Bevero) ist eine politische Gemeinde im Schweizer Kanton Graubünden. Sie liegt im Oberengadin und gehört zur Region Maloja.

## Lage
Das Dorf Bever liegt am Fusse des 2951 Meter hohen Beverser Hausberges Crasta Mora. Südlich und östlich durchfliesst der Inn, von Westen der Beverin die Gemeinde. Ihr höchster Punkt liegt beim Piz Calderas auf 3397 m. ü. M und der tiefste Punkt am Inn an der Grenze zu La Punt Chamues-ch auf 1688 m. ü. M. Zu Bever gehören der Weiler Spinas im Val Bever und der Hof Isellas nordöstlich des Dorfes.
Das Gemeindegebiet ist zweigeteilt. Einerseits das Siedlungsgebiet von Bever bis hinter Spinas und andererseits die fast ebenso grosse Exklave im hinteren Teil der Val Bever. (Zu den Gründen dieses ungewöhnlichen Grenzverlaufs siehe unten im Kapitel Geschichte.)
Nachbargemeinden sind Bergün Filisur, La Punt Chamues-ch, Samedan, Silvaplana, St. Moritz und Surses.

## Geschichte
Westlich von Bever zwischen Bever und Spinas im Gebiet Curtins wurde 1914 eine Sichel aus der späten Bronzezeit gefunden, welche auf die Zeit um 1300 bis 1000 v. Chr. datiert wird. Unklar bleibt, ob dieser Fund mit einer Besiedelung zu tun hat oder ob der Gegenstand auf der Durchreise verloren ging. Die von Arnold Nüscheler vermutete Marienkapelle in Curtins und die davon abgeleitete Annahme, dass Bever einst in Bever dadains gelegen habe und erst später am heutigen Platz gebaut worden sei, ist wohl nicht richtig. Es ist eher mit Erwin Poeschel anzunehmen, dass es sich bei der oben genannten Marienkapelle nicht um ein Gebäude, sondern um eine Wiese der Kirche Sta. Maria (Pontresina) handelte.
Ersturkundlich bezeugt ist Bever im Hochmittelalter in den Gamertinger Urkunden. Die älteste Urkunde im Gemeindearchiv Bever stammt aus dem Jahre 1327. Im Namen des ganzen Dorfes verpachten drei Beverser Nachbarn einem Jakob de Andreae mehrere Wiesen.
Vor 1510 gehörte ein Drittel des Tales (Spinas bis Bever) einer Zuozer Bürgerin und einem Beverser Bürger. Grundbesitz im hinteren Teil des Tals hatten auch der Bischof von Chur und die Ministerialenfamilie von Planta. Diese tolerierten, dass die Bauern von Bever und anderen Nachbarschaften ihre Tiere auf die dortigen Alpen trieben. 1528 kam das Gebiet zu Peter Travers und Jakob Schukan, welche nicht mehr so kulant waren. Die betroffenen Nachbarschaften unterlagen beim Versuch, Travers und Schukan zum Verkauf zu zwingen. Um das verlorene Alpgebiet zu kompensieren, kaufte Samedan in Silvaplana und in der Val Chamüera Gebiete, und Bever plante eine Alp in S-chanf. Dies löste bei Betroffenen Unmut aus und gab den Anstoss für den längst fälligen Oberengadiner Teilungsvertrag von 1538. Die Val Bever wurde Samedan und Bever gemeinsam zugesprochen, doch schon 1540 gab es Streit wegen der Grenzen. Der Notar und Richter Jachiam Tütschett Bifrun legte die Grenzen fest. Der Streit zwischen Samedan und Bever schwelte trotzdem weiter. 1546 beschlossen die Streithähne, das Tal definitiv in den heute unlogisch anmutenden Grenzverlauf zu teilen. So gehört der oberste Teil des Tales bis zur Alp Val und der untere Teil von oberhalb Spinas bis zur Mündung in den Inn der Gemeinde Bever und dazwischen ein etwa 5,5 km langes Teilstück der Gemeinde Samedan.

## Wappen
| Wappen von Bever GR | Blasonierung: «In Gold (Gelb) der schreitende heilige Jakobus in blauem Gewand, mit einem Pilgerstab»                   |
| Wappen von Bever GR | Das Wappen zeigt den Patron der reformierten Kirche Bever in den getauschten Farben des ehemaligen Kreises Oberengadin. |

## Bevölkerung
| Bevölkerungsentwicklung | Bevölkerungsentwicklung | Bevölkerungsentwicklung | Bevölkerungsentwicklung | Bevölkerungsentwicklung | Bevölkerungsentwicklung | Bevölkerungsentwicklung | Bevölkerungsentwicklung | Bevölkerungsentwicklung | Bevölkerungsentwicklung | Bevölkerungsentwicklung | Bevölkerungsentwicklung | Bevölkerungsentwicklung | Bevölkerungsentwicklung |
| ----------------------- | ----------------------- | ----------------------- | ----------------------- | ----------------------- | ----------------------- | ----------------------- | ----------------------- | ----------------------- | ----------------------- | ----------------------- | ----------------------- | ----------------------- | ----------------------- |
| Jahr                    | 1850                    | 1888                    | 1900                    | 1950                    | 1980                    | 1990                    | 2000                    | 2006                    | 2010                    | 2012                    | 2015                    | 2018                    | 2020                    |
| Einwohner               | 181                     | 151                     | 407                     | 227                     | 432                     | 496                     | 631                     | 704                     | 660                     | 636                     | 627                     | 616                     | 584                     |

### Sprachen
Bis zur Mitte des 19. Jahrhunderts sprach die gesamte Einwohnerschaft Puter, ein rätoromanisches Idiom. Durch den Fremdenverkehr bedingt ging der Anteil der Romanischsprachigen bereits früh zurück. Gaben 1880 noch 81 % Romanisch als Muttersprache an, waren es 1910 bloss noch 59 %. 1941 lag der Anteil letztmals über 50 % (50,4 %).
Nach dem Zweiten Weltkrieg erfolgte der Sprachwechsel zum Deutschen. In den 1990er-Jahren kam es wegen der starken Zuwanderung von Deutschsprachigen zu einem dramatischen Einbruch des Rätoromanischen. Heute ist Deutsch Behördensprache. 1990 konnten sich noch 47 % und im Jahr 2000 45 % der Einwohner auf Rätoromanisch verständigen. Die Entwicklung der vergangenen Jahrzehnte zeigt folgende Tabelle:
| Sprachen in Bever GR |                   |                   |                   |                   |                   |                   |
| Sprachen             | Volkszählung 1980 | Volkszählung 1980 | Volkszählung 1990 | Volkszählung 1990 | Volkszählung 2000 | Volkszählung 2000 |
| Sprachen             | Anzahl            | Anteil            | Anzahl            | Anteil            | Anzahl            | Anteil            |
| Deutsch              | 175               | 40,51 %           | 292               | 58,87 %           | 420               | 66,56 %           |
| Rätoromanisch        | 156               | 36,11 %           | 120               | 24,19 %           | 119               | 18,86 %           |
| Italienisch          | 87                | 20,14 %           | 73                | 14,72 %           | 74                | 11,73 %           |
| Einwohner            | 432               | 100 %             | 496               | 100 %             | 631               | 100 %             |

Der Beverser Ortsdialekt hat manche Eigentümlichkeit bewahrt, so z. B. das im Engadin sonst unbekannte buma saira (anstatt buna saira = «guten Abend»).

### Religionen und Konfessionen
Bever trat 1552 unter Pietro Paolo Vergerio zum evangelischen Glauben über. Erster Pfarrer wurde Petrus Parisotus. Innerhalb der evangelisch-reformierten Landeskirche Graubünden gehört Bever – das bis Ende 2011 eine Pastorationsgemeinschaft mit La Punt Chamues-ch bildete und seit 2012 mit diesem Dorf zu einer Kirchgemeinde mit Namen Las Agnas fusioniert war – seit 2017 zur Evangelisch-reformierten Kirchgemeinde Oberengadin (romanisch: Baselgia evangelica-refurmeda Engiadin’Ota), umgangssprachlich Refurmo genannt. Von den 584 Bewohnern (Stand: 31. Dezember 2020) waren 238 reformiert.

### Herkunft und Nationalität
Von den 584 Bewohnern (Stand: 31. Dezember 2020) waren 85 % Schweizer Staatsangehörige. Den grössten Ausländeranteil stellten die Italiener mit 25 Personen (28 % der Ausländer), gefolgt von den Deutschen mit 22 Personen (25 % der Ausländer) und den Portugiesen mit 17 Personen (19 % der Ausländer).

## Politik
1962 erliess die Gemeinde ein totales Campingverbot auf dem Territorium der Gemeinde. 1971 lehnte Bever die geplante touristische Erweiterung mit Skiliften in Richtung Surset ab und erklärte das entsprechende Gebiet bei der Chamanna Jenatsch zur Ruhezone. 1973 wurde das ganze Val Bever zur Ruhezone. 1974 verbot Bever als erste Gemeinde im Oberengadin den Erwerb von Liegenschaften durch Ausländer. 1982 trat ein Fahrverbot nach Spinas in Kraft. 1983 beschränkte Bever als erste Gemeinde in Graubünden den Zweitwohnungsbau (auf 50 %). Dieses einzigartige Gesetz erregte schweizweit mediale Aufmerksamkeit. Der Anteil Zweitwohnungen beträgt aktuell (per 31. März 2021) 54,6 %.
Die Nationalratswahlen 2023 ergaben in Bever folgende Stimmenanteile: SVP 28,8 % (+0,1 %), SP 27,7 % (−1,5 %), FDP 17,1 % (−1,1 %), Mitte 14,9 % (+2,6 %), GLP 7,4 % (+1,0 %), Grüne 2,2 % (−3,1 %).
Die Grossratswahlen 2022 ergaben in Bever folgende Parteistimmen-Anteile (gerundet): SP + Grüne 34 %, FDP 16 %, SVP 21 %, GLP 20 %, Die Mitte 9 %.
Gemeinde-Steuerfuss 2022: 70 % der einfachen Kantonssteuer.

## Natur- und Landschaftsschutz
Bever ist seit vielen Jahrzehnten dem Natur- und Landschaftsschutz verbunden. Einen Grundstein dazu legten schon die beiden Beverser Botaniker Melchior Bovelin (1774–1842) und Johann Luzius Krättli (1812–1903). 1910 lehnte die Bürgergemeinde Bever einhellig ein Gesuch der Firma Froté & Cie, Zürich, ab, welche das ganze hintere Val Bever mit einer riesigen Staumauer unter Wasser setzen wollte. Das Wasser des Beverin hätte durch einen Druckstollen ins Albulatal und dort zur Stromgewinnung abgeleitet werden sollen. Die Beverser Bürger nahmen damit erstmals Partei für den Landschaftsschutz.
In einer Umfrage von 1973 bei allen Haushaltungen in Bever sprach sich eine Mehrheit der Befragten für den Landschaftsschutz aus. An erster Stelle wollten sie die Val Bever schützen. Dieses Anliegen wurde in der Ortsplanung von 1975 aufgenommen. Das besondere am Zonenplan waren die ausgeprägten Landschafts- und Naturschutzzonen u. a. in der Val Bever. 1976 verlieh die Schweizerische Stiftung für Landschaftsschutz und Landschaftspflege der Gemeinde Bever einen Preis für die vorbildliche Ortsplanung wegen der neugeschaffenen grosszügigen Landschaftsschutzzonen, die alle erhaltenswerten Landschaftsteile ausserhalb der Bauzone umfasse und nur die land- und forstwirtschaftliche Nutzung zuliess. 1985 erhielt die Gemeinde den Preis des schweizerischen Naturschutzbundes (heute Pro Natura). Gewürdigt wurde der Verzicht auf touristische Erschliessung der Val Bever und die Ortsplanung mit der Zweitwohnungsklausel.
Der das Val Bever durchfliessende Beverin (Fluss) trägt seit dem Sommer 2021 (als erster Fluss der Schweiz) das Label Gewässerperle PLUS, das den Fluss schützen und eine Verbesserung des natürlichen Zustands einleiten soll. Beim Bahnhof Spinas verunmöglicht aktuell noch eine Sperre den freien Fischaufstieg. Die Gemeinde Bever plant eine Umgehungsgerinne bei Spinas, damit die natürliche Wanderung der Bachforelle und anderer Tiere wieder stattfinden kann. Die Gemeindeversammlung Bever stimmte im Sommer 2020 einem entsprechenden Projekt zu. Die Realisation ist für 2022 geplant.
Revitalisierung der Inn-Auen: Bereits um 1850 begann man den Inn in ein «Korsett» zu drängen. Die Dämme schützten viele Jahre vor Überflutungen, beeinträchtigten jedoch Natur und Landschaft. Seit 2012 läuft am Inn ein grosses Revitalisierungsprojekt. In einem ersten Schritt wurde 2012–2013 der Abschnitt vom Einlauf des Beverin bis zur Isellasbrücke und in einem zweiten, grösseren Schritt der Abschnitt von der Isellasbrücke bis zur Gemeindegrenze La Punt Chamues-ch realisiert. Dabei wurden Dämme abgebrochen und dem Flusslauf des Inn viel mehr Raum gewährt. Die Gesamtkosten beliefen sich auf über 11 Millionen Franken. Davon übernahmen das Bundesamt für Umwelt, das Amt für Natur und Umwelt Graubünden, Pro Natura Schweiz, der Fonds Landschaft Schweiz, der naturmade star-Fonds des Elektrizitätswerks der Stadt Zürich (ewz) sowie die Ernst Göhner Stiftung den grössten Teil der Kosten. Inzwischen sind Fischotter, Biber, Flussregenpfeifer, Flussuferläufer, Äsche, Bachforelle und viele weitere seltene Arten zurückgekehrt. Auch die Deutsche Tamariske - eine bedrohte Spezialität - findet auf den anderswo selten gewordenen Kiesbänken ideale Voraussetzungen.

## Tourismus
Bever setzt auf sanften Tourismus. Im Dorf gibt es Übernachtungs- und Verpflegungsmöglichkeiten in Hotels, B&B, Pensionen, Gruppenunterkünften und Ferienwohnungen, in Spinas gibt es einen Gasthof mit Zimmern, und im hintersten Teil der Val Bever bietet die Chamanna Jenatsch Unterkunft und Schutz. Das Val Bever ist ein kaum besiedeltes und weitgehend unberührtes Hochtal und wird touristisch genutzt für Wanderungen, Bergsteigen, Langlauf und Fahrrad/Bike-Touren. Im Talabschnitt zwischen Spinas und Bever befindet sich ein «Märchenweg»: Entlang der linken Talseite findet man acht Märchen erzählt und geschrieben von Engadiner Frauen und inszeniert von einheimischen Künstlern.
Eine Passroute für Fussgänger führt von Bever via Spinas auf die Fuorcla Crap Alv und weiter nach Preda im Albulatal.

## Wirtschaft
Seit 1982 verarbeitet die «Lataria Engiadinaisa SA» in einer der höchstgelegenen Molkereien Europas jährlich 5 bis 6 Mio. kg Engadiner Bergmilch zu Milchprodukten. Die Kuhmilch stammt von rund 50 Bergbauern. Daneben gibt es mehrere Gewerbebetriebe aus dem Bereich der Holzbearbeitung (Schreinereien), Mechanische- und Autowerkstätten sowie Dienstleistungsbetriebe. Die Landwirtschaftliche Konsumgenossenschaft Oberengadin führt in Bever einen Volg-Laden.

## Verkehr
Über die Albulabahn und die Strecke Chur–Thusis, beides meterspurige Linien der Rhätischen Bahn (RhB), besteht eine Verbindung mit der Kantonshauptstadt Chur. Die Albulalinie endet südwestlich von Bever im Kur- und Wintersportort St. Moritz, von wo aus über die Berninabahn Tirano in der Lombardei (Italien) zu erreichen ist. Ab Bever verläuft innabwärts die Engadinerlinie der RhB bis Scuol. Bever ist in das Busnetz des Engadin Bus eingebunden. Nach Spinas verkehrt ein Pferdeomnibus.
Seit 2020 ist die Bahnstrecke Bever–Samedan doppelspurig. Gleichzeitig wurde das neue Mittelperron am Bahnhof Bever in Betrieb genommen. Die rund 100 Meter lange Dachkonstruktion der Perronüberdeckung stammt aus den Anfängen des Bahnbaus im Engadin und stand bis 2015 am Bahnhof St. Moritz.

## Bilder

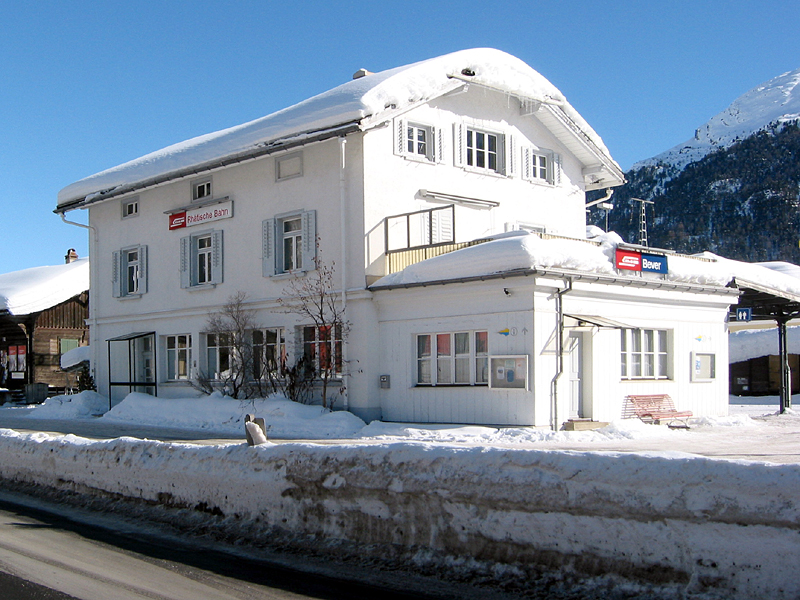
RhB-Bahnhof Bever
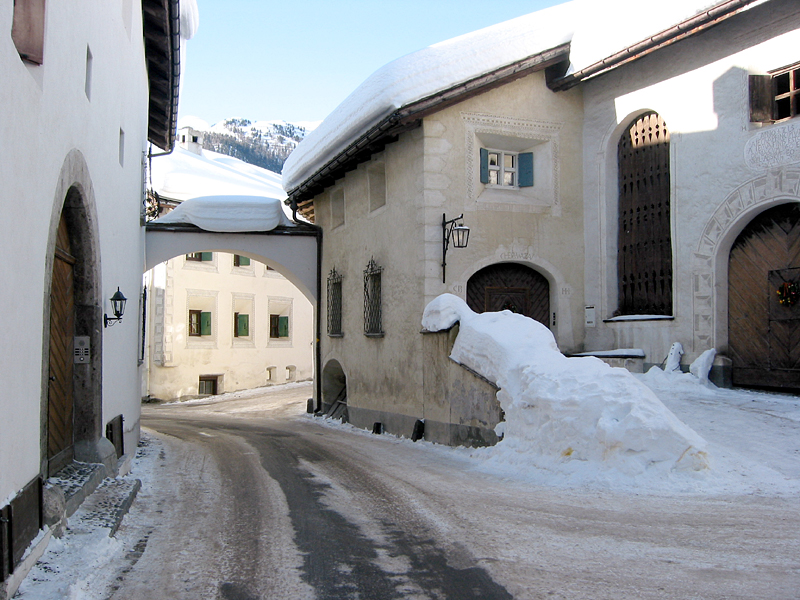
Charakteristischer Bogen im historischen Dorfkern
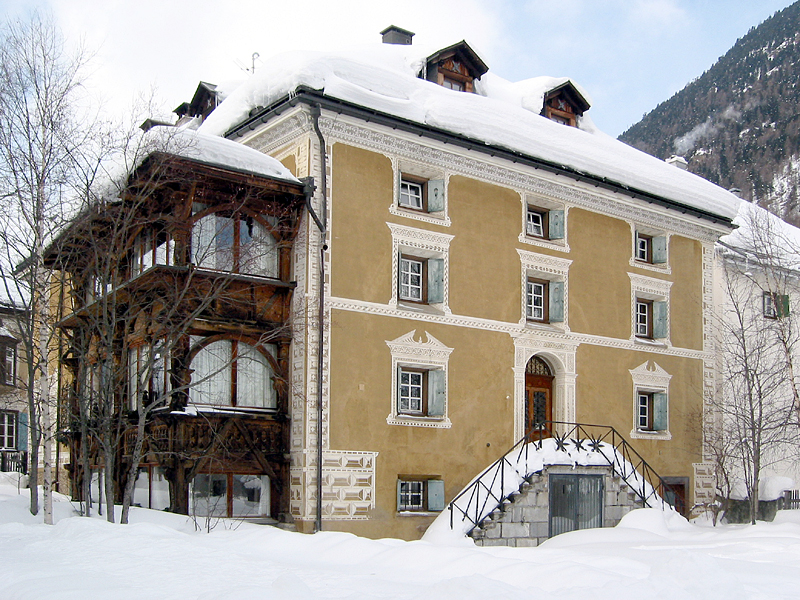
Hotel «Chesa Salis»
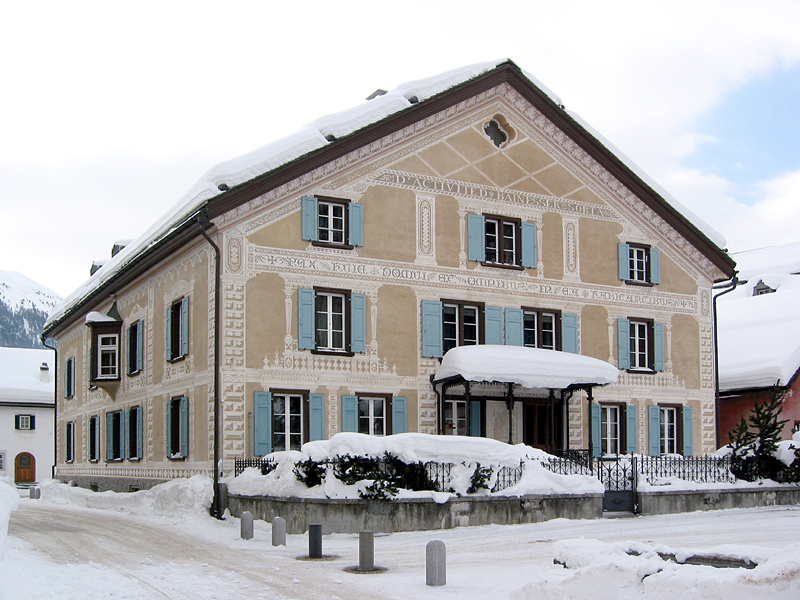
Haus im historischen Dorfkern
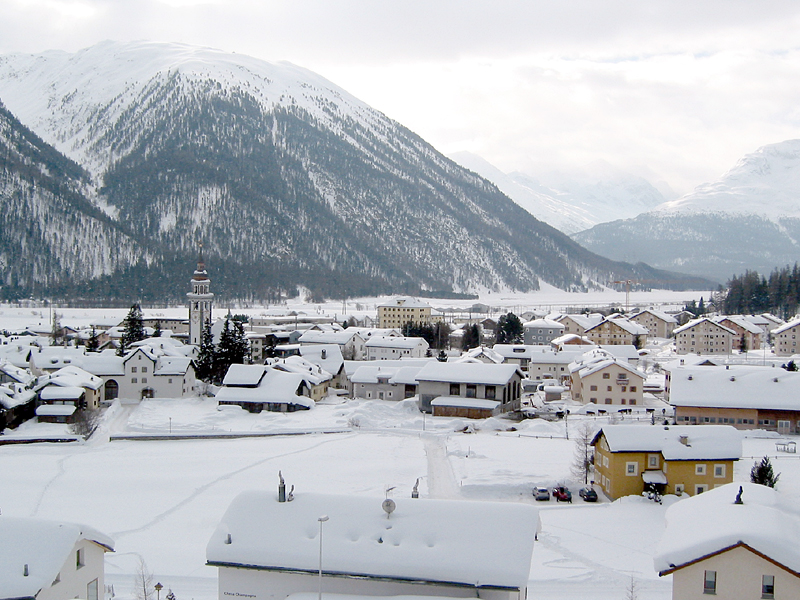
Im Winter
Historisches Luftbild von Walter Mittelholzer (1919)
Bever, historisches Luftbild von Werner Friedli (1954)

## Persönlichkeiten
- Jakob Pool (1700–1771), Kaufmann und Plantagenbesitzer in der Karibik
- Melchior Bovelin (1774–1842), Apotheker, Meteorologe und Botaniker
- Johann Luzius Krättli (1812–1903), Lehrer und Botaniker
- Angelo Klainguti (1835–1901), Dorffotograf
- Urs Maurhofer (* 1946), Fallschirmspringer. Schweizermeister 1970 im Stilspringen und in der Kombination[33]. Weltmeister 1972 im Mannschaftszielspringen an der Fallschirm-Weltmeisterschaft in Tahlequah, Oklahoma, USA[34][35].
- Giachem Guidon (* 1961), Skilangläufer

## Sehenswürdigkeiten
- Reformierte Kirche Bever eine chorlose Barockkirche von 1667 mit Fresken aus dem 14. Jh. an der Westfront.
- Val Bever ein kaum besiedeltes und weitgehend unberührtes Hochtal.
- Beverin (Fluss) der erste Fluss der Schweiz, welcher das Label Gewässerperle PLUS trägt.
- Spinas – ein weitgehend autofreier Weiler am Südportal des Albulatunnels.
- Lej da Gravatscha ein wichtiger Brut- und Rastplatz für Vögel mit grosser Artenvielfalt.
- Las Agnas – eine abgegangene Siedlung und Versammlungsstätte der alle zwei Jahre stattfindenden Landsgemeinde des Oberengadins.
- Funtauna Merla die historische Grenze zwischen den beiden neuen Gerichten Sur Funtauna Merla und Suot Funtauna Merla.
- Chesa Orlandi erbaut um 1822 für Giachem Orlandi[36], das markanteste Patrizierhaus von Bever.
- Salis-Häuser[37] – zwei bedeutende historische Häuser in Bever.